# Age of Empires II: The Age of Kings
Age of Empires II: The Age of Kings је рачунарска игра коју је развила компанија Ensemble Studios, а објавио Microsoft Game Studios. Ова игра, по жанру стратегија у реалном времену, је издата 30. септембра 1999. године. Представља други део серијала Age of Empires. Игра приказује средњи век од пада Западног римског царства до доба великих географских открића. Може се играти са 13 цивилизација. Поред многих опција које игрица пружа, нуди се и опција мултиплејер игре у договору са саиграчем или платформом која аутоматски налази насумичне противнике.

## Опис игре
Age of Empires II се фокусира на изградњу градова, прикупљање средстава, стварање војске и на крају покоравању противника уништавањем њихових јединица и објеката. Играчи освојиају противничке градове и империје док воде једну од 13 цивилизације кроз четири "доба": мрачно доба, феудално доба, доба замкова (што је у ствари позни средњи век), и империјално доба, што подсећа на доба ренесансе - у периоду од око 1000 година. Унапређење у ново доба откључава нове јединице, структуре и технологије, али играчи морају прво да изграде одређене објекте из њиховог тренутног доба и онда да плате суму средстава (обично хране и злата).
Цивилне јединице, под називом "мештани", се користе за прикупљање средстава; они су или мушкарци или жене - пол не утиче на њихове способности. Ресурси се могу користити за обуку јединица, изградњу зграда и истраживања технологија, између осталог. На пример, играчи могу истражити бољи оклоп за пешадијске јединица. Игра нуди четири врсте ресурса: храну, дрво, злато и камен. Храна се добија ловом на животиње, прикупљање плодова, узгајањем стоке, узгајањем усева или риболовом на обали или из чамаца. Дрво се прикупља сечењем дрвећа. Злато се добија из рудника злата, трговином или сакупљањем реликвија у манастирима, док се камен прикупљају из рудника камена. Мештани захтевају места, обично магацине (градски центар, рударски камп, млинове, и пилана), где се могу складиштити сакупљени ресурси. Свака цивилизација може да купи надоградње да повећа брзину сакупљања тих средстава. Играчи могу изградити пијацу за трговину; играчи могу да тргују дрветом, каменом или храном за злато или да користе злато за куповину других ресурса. Цене на тржишту варирају у свакој трансакцији. Осим тога, тржишта и пристаништа могу да генеришу злато помоћу трговинских колица или бродова који се користе за посете страним пијацама и лукама; када се врате играчевој пијаци/луци, додаје се злато у прикупљене залихе. Количина злата коју трговинска јединица зарађује на сваком путовању повезана је са удаљеношћу коју је морала да пређе до стране пијаце; више злата се заради на дужим путовањима. Могуће је трговати са противничким пијацама или лукама, али у том процесу непријатељске јединице могу да нападну и униште играчеве трговинске јединице. Играчи не морају ручно да обављају трговину, једном када се одабере лука или пијаца трговинске јединице ће без прекида наставити са трговином.
Постоји пет кампање у Age of Empires II, који садржи историјски засноване сценарије као што су Џингис-канова инвазија Евроазије, Барбаросин крсташки рат или Саладинова одбрана Свете земље. У кампањи Јованке Орлеанске и Вилијама Воласа, играч може да контролише јединицу засновану по њима; у другима, играчи примају наређења од представника команданта војске.
Додатни начина игре су на располагању играчима у Age of Empires II. Један од начина, случајна мапа, ствара мапу из једне од неколико насумично одабраних скришти за генерисање мапа, са играчима који почињу од мрачног доба са градским центром, троје мештана (или више у зависности од цивилизације), и извиђачке јединице. Игра може се добити војним освајањем, изградњом посебног типа зграде познате као „чудо” и да је чувају несрушеним одређено време, или прикупљањем свих реликвија постављених на мапи за постављени временски период. Двобој мод омогућава играчима да почну са великом количином ресурса, бацајући фокус на војну премоћ, док у режиму краљоубиства сваки играч добија краљевску јединицу, а игру добија убијањем свих осталих монарха.

### Јединице и цивилизације
Сваки играч има ограничење на број јединица (популациони лимит), али не може одмах користити цео потенцијал становништва. Капацитет становништва, који може бити ограничен на било коју вредност између 75 и 200 у интервалима од 25, је заснован на броју кућа, двораца или градских центара (главне зграде у играчевом граду) које су изграђене. Age of Empires II је увео две значајне нове могућности за управљање јединицом: дугметом „незапослени мештанин” које помаже играчу да пронађе мештане којима није додељена задатак, а дугме „градско звоно”, који позива све играчеве мештане да се склоне у градски центар, дворац или кулу зарад њихове безбедности. Јединице склоњене у ове три зграде (нарочито стрелцу), повећавају ватрену моћ зграде (куле одапињу више стрела што је више јединица склоњено у њих); градски центар не може уопште да одапиње стреле ако ниједна јединица није склоњена у њега.
Age of Empires II обухвата пет врста војнох јединице: пешадију, стрелце, коњицу, опсадна наоружања и поморске јединице. Одређене врсте пешадије, стрелаца и коњице су "противјединице" са посебним одбраном од других врста јединица. Све три људске врсте војске углавном прате камен-папир-маказе модел. На пример, пешадија су углавном моћна против зграда, али слаба против коњице, тако да пешадијске против-јединице (копљаници и пикенири) имају нападачке бонусе против коњице. Свака цивилизација у Age of Empires II има једну или две специјалне јединице које су ексклузивне за те цивилизације. На пример, Британци имају приступ велшким стрелцима, стреличарској јединици са повећаним дометом. Ове јединице специфичне за сваку цивилизацију су углавом снажније, али и даље прате основни камен-папир-маказе модел. Свештеник је посебна врста војне јединице која има способност преобраћивања непријатељских јединица у играчеву цивилизацију, као и да лечи савезничке јединице. Свештеници се користе за прикупљање реликвија; реликвије скупљају злато када се нодесну у играчев манастиру играча - што је више реликвија прикупљено, брже се нагомилава злато. Прикупљање свих среликвија на мапи је једна од метода којима играч може да победи и у моду случајне мапе, у зависности од поставки којима се дефинише победа. Када играч има све реликвије у својим манастирима, свим играчима се приказује бројач. Ако играчу након одређеног времена не буде срушен манастир у ком се чува реликвија, онда игру добија тај играч.
Играчи могу да се одлуче да играју као један од 13 цивилизација подељена у четири архитектонска стила: западноевропски, источноевропски, блискоисточни и источноазијски) што одређује изглед грађевина у игри. Цивилизације имају различите предности и мане по питању економије, технологије и борби, а свака има приступ некој другој, веома моћној "јединственој јединици". Осим тога, сваки цивилизација даје индивидуални тимски бонус у тимској игри. Да би се појачала различитост, свака цивилизација има низ звучних одзива на њиховом матерњем језику које изговарају јединице када се изаберу или им се наложи да изврше задатак.

### Зграде
Зграде у доба краљева су подељени у категорије економских и војних објеката. Зграде могу истраживати технологије и надоградње које повећавају економску или војну ефикасност или ефикасност једног типа јединица, као и да обезбеде средства за играча.
Најважнија економски зграда је градски центар, где се стварају мештани, где се могу чувати све врсте средстава, могу се истраживати неке технологије и играч може да напредује на следеће доба. Градски центар може да испаљује стрелице на непријатељских јединица које се унутар домета ако се мештани или стрелице склоне у њега док је он нападнут. Други економски објекти на располагању укључују објекте за складиштење за ресурсе, фарме, пристаништа (пристаниште такође може произвести неколико типова војних бродова), и куће да издржавају већу популацију.
Војне зграде укључују зграде за производњу јединица, као што су касарне, стрељане, штале и замкови, као и одбрамбене зграде попут зидова и кула. У војни објектима се могу обављати истраживања да се побољшају способности војних јединица, чиме се повећава њихова снагу, одбрамбене способности, или други атрибути. Замкови су кључне офанзивне и дефанзивне зграде у којима могу да се производе требушети, обучавају јединствене јединице за сваку цивилизацију и испљују стреле на непријатељске јединица које су унутар домета, а јединице које су се склониле у замкове одапињу додатне стреле. Замкови се могу градити само након што играч достигне доба замкова, иако у неким опцијама игре (као што је краљеубиство), играчи почињу игру са изграђеним замком већ у мрачном добу.
Након напредовања у империјално доба, играчи могу такође изградити „чудо”, изузетно скупу цивилну зграду. На режиму игре за више играча, изградња чуда започиње одбројавање до победе ако играчево чудо не буде уништеном у одређеном временском периоду. Свака чудо је јединствено за културу одређене цивилцизације, нпр. Небески храм за Кинезе или Нотр Дам за Франке.

### Цивилизације
- Бритонци су цивилизација чија је специјалност употреба стрелаца. Њихова јединствена јединица је стрелац са велшким луком. Међутим, немају приступ паладинима у каснијим фазама игре. Грађевина која представља чудо за ову цивилизацију је Ахенска катедрала.
- Византици су цивилизација чије су специјалност јака морнарица и јака одбрана. Пошто су Византинци били на врхунцу своје моћи док је остатак Европе био у мрачном добу, Византинци плаћају мање за прелазак у Империјално доба. Њихова јединствена јединица је катафракт. Грађевина која представља чудо за ову цивилизацију ја Света Софија.

### Кампање за једног играча
Age of Empires II је првобитно подаван са 5 дугачких кампања које прате 5 личности: Вилијама Воласа (Келти), Јованку Орлеанку (Франци), Саладина (Сарацени), Џингис-кана (Монголи) и Фридриха Барбаросу (Тевтонци). Кампање су поређане по редоследу да би се истакла њихове тежине - кампања Вилијама Воласа је најлакша, док је Барбаросина највећи изазов.
Вилијам Волас
Кампања Вилијама Воласа служи као кампања за обуку играча, слично као и у оригиналној игри Age of Empires, и даје акценат како да се крећу јединице, прикупљаљу ресурси, сакупљају ичивају реликвије и побеђује противник, који су у овој кампањи представљени као Енглези током Шкотских ратова за незавоност, којима заповеда зли, окрутни и способни командант Едвард Дугоноги.
Јованка Орлеанка
Кампања Јованка Орлеанке додељује играчу команду над разбијеним и деморализованим Французима током Стогодишњег рата против Енглеске. На почетку кампање, скоро свака већа и одсудна битка коју су водили Французи је увек водила до њиховог пораза од Енглеза. Међутим, у најтежем тренутку по Французе, појављује се седамнаестогодишња девојка - Јованка Орлеанка која намерава да спасе Француску по Божјој заповести. Она намерава да заувек истера Енглезе из Француске. Њено присуство приликом опсаде Орлеана јој додељује надимак 'Девица од Орлеана', и она стиче поверење некрунисаног дофена Шарла VII тако што јој је дата команда над целм француском војском, мада дофенови саветници почињу да кују заверу против Јованке. У неколико прекретница током Стогодишњег рата, тј. лоарског похода одакле су целокупне енглеске и Бургундијске снаге истерана, нада за слободну Француску почиње да инспирише све већи број људи који желе да се боре под командом Јованке Орлеанке. Међутим, саветници недавно крунисаног Шарла VII убеђују краља да не пошаље Јованки обећано појачање током кључне опсаде Париза. Јована се повлачи у замак Компјењ који опседају енглеске и бургундске трупе. Заглављену ван сигурности замка, Јованку заробљавају бургундски војници, Енглези је осуђују као јеретика, и спаљјују на ломачи. У последњој мисији у кампањи, бици код Кастијона, један од Јованкиних најоданијих сабораца сакупља огромну војску осветнички настројених француских војника, и коначно уништава енглеску и бургундску војску око и у Кастијону, чиме се окончава Стогодишњи рат и Енглези протерују из Француске, осим Калеа.
Саладин
Ова кампања се одиграва у годинама након догађаја који су довели до Првог крсташког рата и освајања Јерусалима. Саладин (кога тумачи играч кроз ову кампању) има први задатак да учврсти у Египту и протера одатле крсташе, како би постао султан Египта. Похлепни крсташ по имену Рене од Шатијона стално крши крхки мир између крсташа и Сарацена, што Саладину изазива велику бригу. Крсташки упади у Црвено море су на крају одбијени од Сарацена. У бици код Хитина Сарацени односе одлучујућу победу над удруженом војском Темплара, Хоспиталаца, Јерусалимског краљевства и енглеских крсташа, заробљавају Ренеа од Шатијона (који је једини заробљеник кога Саладин лично убија) и задобијају део Истинског крста као важну реликвију. Пошто је моћ крсташа сада значајно опала накох Хитина, Салаин покреће опсаду Јерусалима да га ослободи крсташке контроле. Међутим, сарацени морају водити много рачуна да не униште манастире унутар Светог града, а такође се морају побринути да логоре Темплара и Хоспиталаца који чувају прилаз града. Опсада је успешна, а Света земља је сада још једном под сараценском контролом осим крсташких поседа Тиберијаде, Тира и Ашкелона, али и њих касније заузима Саладин. Када је папа обавештен о поразу крсташа на Блиском истоку, покренут је Трећи крсташки рат, који је претио да поништи Саладиново освајање. Последња мисија даје задатак играчу да одбрани јако утврђену цитаделу од констатних напада крсташа, од којих је најпознатији краљ Ричард I Лавље Срце, као и да сагради Велику џамију из Самаре.
Џингис-кан
Џингис-канова кампања се фокусира на успон подељених и зараћених племена Монголије умоћно и застрашујуће Монголско царство. Прве мисије у кампањи се фокусирају на уједињење неколико степких племена, док се истовремено играч мора побринути за Кара-Китаје, заклете непријатеље Џингис-кана. Када су друга племена или уједињена или уништена, Џингис-кана сада бава око на владавину светом. Велика пространства Харезм у Ирану би били очигледан избор, али упркос обећању да ће помоћи Монголима, технолошки напреднија кинеска краљевства су одбила да помогну, тако пружајући правац где Џингис усмерава свој следећи поход. Када је цела Кина сада под монголском контролом, монголске хорде сада имају технологију способну да обори утврђења Персије и даље. Након освајања Харезма и руских кнежевина, (ових потоњих од стране Субудаја), Европа постаје последњи континет који треба да буде покорен. Међутим, Џингис-кан сада има 80 година и умире пре него што освајање може бити довршено. Његов син Огатај обећава да ће наставири рат, што чини Пољску њиховом првом метом. Користећи бројчану предност Монголи су у стању да поразе витезове Пољске и Чешке, као и неколико немачких војводстава које су дошле у помоћ Пољској. Последња мисија Џингис-канове кампање се фокусира на Pax Mongolica, израз коришћен да се опише врхунац моћи који је уживало Монголско царство. Угарска, последња велика сила у источној Европи, је све што стоји на путу даљих монолских упада у Европу.
Барбароса
Ова кампања се фокусира на ширење Светог римског царства интерисањем зараћених немачких војводстава под владавину Фридриха I Барбаросе, првог Светог римског цара. У првој мисији кампање играч успоставља Барбаросину превласт над средњоевропске силе Аустријом, Саксонијом, Баварској, Бохемијом, Бургундијом као и Швабијом сакупљањем реликвија. Иако је успоставио доминацију, Барбароса и даље наилази на ривала који ће изазвати моћ његовог царства у облику Пољске, као и Хајнриха Лава, поштованог Барбаросиног савезника. Хнерију су поштеђени живот и титуле све док обећава да ће бити потпуно веран Барбароси. Када је средња Европа сада под превлашћу Светог римског царства, Барбароса окреће своју пажњу Италију, тј. Милано и Папску државу. Успон Светог римског царства је угрозило моћ папе у Европе, стога Барбароса мора да покори италијанске крајеве који кују заверу против њега. Још једном, Хајнрих Лав издаје Барбаросу, а овај пуд су му одузете титуле и протеран је у игнзанство, док је Барбароса успео да потврди своју превласт у Италији. Трећи крсташки рат почиње на Блиском истоку, а Барбароса обећава подршку свог царства престојећем походу. Међутим, војска Светог римског царства је превелика за било коју морнарицу да је пренесе, што приморава Барбаросу да са својом војску маршира кроз непријатељски Константинопољ и Анадолију, која је пуна Селџука. Током овог марша, Барброса се дави због тежине свог оклопа у реци, а његовој војсци преостаје да настави до Куполе на стени са својим мртивим царем да испуни његову жељу.